# Tim Brown (voetballer)
Timothy ("Tim") Oliver Brown (Ascot, 6 maart 1981) is een Nieuw-Zeelandse profvoetballer die werd geboren in Engeland. Hij staat sinds 2007 onder contract bij Wellington Phoenix.

## Interlandcarrière
Brown maakte in 2004 zijn debuut voor het Nieuw-Zeelands voetbalelftal. Hij nam met zijn vaderland deel aan het FIFA Confederations Cup 2009 in Zuid-Afrika, waar de ploeg van bondscoach Ricki Herbert werd uitgeschakeld in de eerste ronde.